# 1708 en droit
Cet article présente les faits marquants de l'année 1708 en droit.

## Événements
- 27 novembre : naturalisation des protestants réfugiés en Angleterre[1].
- 29 décembre (18 décembre du calendrier julien) : réforme de l’administration locale en Russie[2]. Le pays est divisé en huit (puis 11 avec les provinces baltes) gouvernements : Moscou, Saint-Pétersbourg, Kiev, Kazan’, Azov, Smolensk, Arkhangelogorod et Sibérie. Ces derniers sont eux-mêmes divisés en une cinquantaine de provinces administrées par des voïvodies subdivisées en districts dirigés par des commissaires. Les villes reçoivent une administration de type allemand empruntée aux lois de Magdebourg.